# 宋维
宋维（？—525年），字伯绪，广平郡列人县（今河北省邯郸市肥乡区）人，北魏右卫将军、祠部尚书、列人贞顺子宋弁长子，北魏官员。

## 生平
宋维年轻时承袭了父亲的列人子爵位，从员外郎升任给事中，因为谄事高肇获罪，外任益州龙骧府长史，托词有病未赴任。太尉、清河王元怿辅政时，以宋维是名臣的儿子，举荐他担任通直郎，征召宋维的弟弟宋纪代理参军。灵太后临朝听政，信任元叉，而元叉恃宠而骄，元怿经常用名分法理制止他。元叉非常忿恨，想陷害元怿，就与宋维谋划，许诺给宋维富贵。宋维见元叉宠信权势日益增加，生了冒险侥幸之心，就告发司染都尉韩文殊父子想要谋反拥立元怿做皇帝。元怿获罪被软禁在皇宫门下省内，韩文殊父子害怕逃走，审讯没得谋反证据。因为韩文殊逃走，预先判处他死刑，将元怿置于宫西别馆，派禁军看守。宋维本应被判诬告处以刑罚，元叉对灵太后进言说：“今天如果诛杀了宋维，以后真有造反的人，人们都不敢去控告。”就罢黜宋维为燕州昌平郡太守，宋纪为秦州大羌县县令。
宋维、宋纪颇读经史，却轻浮浅薄不讲道德。元怿是宗室尊贵亲属素有美名，朝野瞩目，宋维受到元怿喜爱赏识，却无端挑拨陷害，天下人士无不痛恨而鄙视他。元叉杀死元怿后专断朝政，以宋维兄弟之前有告发元怿的举动，征召宋维为散骑侍郎，宋纪为太学博士，兼任侍御史，对他们很亲密。宋维又越级升任通直常侍，被授任冠军将军、洛州刺史；宋纪越级升迁尚书郎。
当初，宋弁对族弟宋世景说：“宋维性格粗疏阴险，而宋纪智慧不足，最终一定会败坏我的家业。”宋世景认为不可能，到此时果然如此，知道此话的人认为知子莫若父。尚书令李崇、尚书左仆射郭祚、右仆射游肇经常说：“宋维凶险粗疏，最终将败坏宋家，如果只是自己被杀就是幸事。”谈论者认为有根据。宋维后担任营州刺史，仍为冠军将军。灵太后重新听政，于正光六年（525年）三月以元叉党羽的名义将宋维除名，宋维于是回到故乡。不久朝廷追究宋维之前诬告清河王元怿的事，将宋维在邺城赐死。

## 家族

### 兄弟姐妹
- 宋纪，北魏北道行台
- 宋氏，嫁李希远[11]

### 夫人
- 李敬仪，出自赵郡李氏东祖，北魏南赵郡太守李叔胤与崔宾媛所生第二女[12]

### 子女
- 宋春卿，早亡
- 宋钦仁，宋纪第二子，过继给宋维，东魏太尉祭酒[1][13]
- 宋灵媛，嫁北齐卫将军、太尉府咨议参军事、始平子李祖牧
- 宋灵妃，嫁北魏散骑常侍、征东将军、金紫光禄大夫、西华县开国侯长孙士亮，封广平郡君[14]